# Cooköarna
Cooköarna (engelska: Cook Islands, rarotongesiska: Kūki 'Āirani) är en självstyrande ögrupp i Stilla havet cirka 3 000 km nordost om Nya Zeeland, som ögruppen sedan 1965 är i fri association med. Cooköarna omfattar 15 öar och har en landarea på 240 km² med en befolkning på 21 000 invånare som talar engelska och rarotongesiska, som är en maoridialekt. Huvudstad är Avarua på huvudön Rarotonga. Öarna kan delas in i en nordlig och sydlig grupp, där de sydliga är de mest befolkade och mest besökta av turister. 
Ögruppen har ett eget medlemskap i Internationella olympiska kommittén.

## Historia

### Tidig historia
Cooköarna befolkades för första gången för ungefär 1500 år sedan. Det äldsta arkeologiska fyndet man har gjort är en hundskalle som är 2300 år gammal.
Den första europeiska upptäckten skedde genom den spanske upptäckresaren Álvaro de Mendaña som siktade en av öarna - Pukapuka 1595. Efter det finns inga tecken på europeisk närvaro på närmare 150 år innan kapten James Cook upptäckte och kartlade mycket av öarna under sina expeditioner 1773 och 1777. Cook gick bara iland på en av öarna under sina expeditioner och det var den obebodda lilla atollen Palmerston. De första européerna att sikta den största av Cooköarna, Rarotonga, var myteristerna på Bounty som seglade genom Cooköarna. 
James Cook döpte den södra delen av öarna till Herveyöarna (Hervey Islands) efter en brittisk amiral. Femtio år senare döptes alla öar om till Cooköarna av en rysk kartograf till just James Cooks ära.

### Modern historia
Britterna tog inte kontroll över öarna förrän 1888 då det blev ett brittiskt protektorat, och 1901 införlivades de med Nya Zeeland. USA byggde strategiskt viktiga start- och landningsbanor på Penrhyn och Aitutaki under andra världskriget men allt var ganska tyst fram tills den 4 augusti 1965 då Cooköarna fick en självstyrande regering. Utrikespolitik och försvar lämnades dock till Nya Zeeland att ta hand om. I utbyte fick öborna nyzeeländskt medborgarskap och hade rätt att bosätta sig i såväl Nya Zeeland som Australien. Cooköarnas första premiärminister blev Albert Henry  som var ledare för Cook Islands Party.

## Geografi
Cooköarna är belägna i södra Stilla havet, nordost om Nya Zeeland mellan Franska Polynesien och Fiji. Det finns 15 stora öar utspridda över 2,2 miljoner km² vatten som indelas i två grupper, den norra och den södra. Den södra gruppen består av nio öar av mestadels vulkaniskt ursprung. Majoriteten av befolkningen bor i den södra. Den norra gruppen är alla korallatoller.
Norra gruppen:
- Manihiki
- Nassau
- Pukapuka
- Rakahanga
- Suwarrow
- Penrhyn

Södra gruppen:
- Aitutaki
- Atiu
- Mangaia
- Manuae
- Mauke
- Mitiaro
- Palmerston
- Rarotonga (huvudö)
- Takutea

## Ekonomi

### Näringsliv och handel
Cooköarnas största ö Rarotonga och den näst största ön Aitukaku, som båda ligger i den södra delen av södra ögruppen, är drivande för landets ekonomi. Resterande öar har sämre förutsättningar även om fisket även är fungerande där.  På grund av bristande naturresurser, arbetskraft och Rarotongas och Aitukaku geografiska läge är Cooköarnas ekonomi svag. Dessa öar ligger långt ifrån centrala handelsområden, vilket försvårar för industri och handel. Öriket har en otillräcklig infrastruktur, en bristande tillverkning och naturkatastrofer drabbar öarna i stort.  Stora delar av de två största öarnas befolkning arbetar inom  jordbrukssektorn som utgör öns främsta exportvaror. Landets viktigaste exportartiklar är kopra, citrusfrukter och svarta pärlor. Fisk är den mest betydande naturresursen för landet som helhet och dess export. Majoriteten av exporten går till Nya Zeeland, som är närmsta bundsförvant med Cooköarna. En stor inkomstkälla för Cooköarna är turism, som har en betydande roll för öns ekonomi.
Turismen har gett Cooköarna en grundläggande ekonomi, och 67,5 procent av BNP utgörs av faktorn turism. Turister söker sig till öarna på grund av det tropiska klimatet och den vackra naturen i form av stränder och berg. Både turismen och pärlindustrin är främst koncentrerad till den största ön Rarotonga och den näst största ön Aitukaki. Resterande öar har inte samma förutsättningar. De har en låg ekonomisk aktivitet pga. bristen på turism och produktion.
Ekonomin har lyfts upp av utländska bistånd från Kina och Nya Zeeland, vilket har gjort det möjligt för landet att påbörja nya projekt. Cooköarna är sedan 1989 en plats för ”protection trust” för investerare som vill skydda sina tillgångar från räckvidden av fordringsägare och juridiska myndigheter. Detta är på grund av Cooköarnas grundlagar som strukturerats efter att skydda utlänningars tillgångar från rättsliga anspråk i sina hemländer. De skapades specifikt för att motverka den amerikanska rättvisan. Likt andra utländska jurisdiktioner som Brittiska Jungfruöarna, Caymanöarna och Schweiz bryr sig Cooköarna i allmänhet inte om utländska domstolsbeslut och kräver inte att fastigheter, bankkonton och andra tillgångar skyddas från granskning.

### Infrastruktur

#### Flyg
Att ta sig till Cooköarna gör man enklast med Air New Zealand som har dagliga flygningar mellan Rarotonga och Auckland på Nya Zeeland. Turen går från Auckland eller Christchurch till Rarotonga och sen vidare nonstop till Los Angeles. Cooköarnas internationella flygplats är belägen tre kilometer väster om huvudstaden Avarua på Rarotonga. Att ta sig runt mellan de övriga öarna kan man göra med inrikesflyget Air Rarotonga som flyger dagligen eller några gånger i veckan till samtliga öar.

#### Sjöfart
Fraktbåtar trafikerar Cooköarnas farvatten och avgår vanligtvis från Avaruas hamn med provianter till de andra öarna några gånger i månaden.

#### Vägar
Cooköarna har inte ett särskilt utbyggt vägnät. Många av öarna har fortfarande bara grus- eller lervägar medan huvudön Rarotonga fick sin enda asfalterade väg någon gång på 1950-talet. Den vägen går runt hela ön och tar cirka 45 minuter att åka runt. Två busslinjer finns, även de på Rarotonga. Cooköarna har skrivit under 1949 års Genèvekonventionerna och Konvention om vägtrafik (1968 års Wienkonvention) och accepterar därför internationella körkort som är 1- eller 3-åriga.

## Religion
Majoriteten av befolkningen är trogna kyrkobesökare. Omkring 70 procent av invånarna tillhör Cook Islands Christian Church, som kommit till genom missionsverksamhet, bedriven av Congregationalist London Missionary Society. De återstående 30 procenten tillhör i regel någon annan kristen kyrka – som de katolska eller anglikanska kyrkorna.

## Kultur

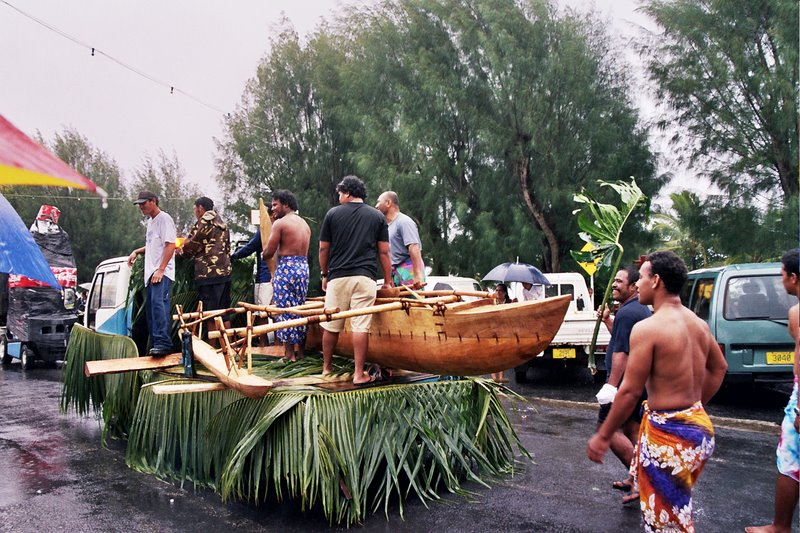
En parad under den årliga Maeva Nui-firandet.

| Datum                   | Namn                    |
| ----------------------- | ----------------------- |
| 1 januari               | Nyårsdagen              |
| 2 januari               | Dagen efter Nyårsdagen  |
| Fredagen före Påskdagen | Långfredagen            |
| Dagen efter Påskdagen   | Påskdagen               |
| 25 april                | ANZAC Day               |
| Första måndagen i juni  | Drottningens födelsedag |
| Juli                    | Rarotonga Gospel Day    |
| 4 augusti               | Constitution Day        |
| 26 oktober              | Gospel Day              |
| 25 december             | Jul                     |
| 26 december             | Annandag jul            |